# Précurseur (chimie)
Pour les articles homonymes, voir précurseur.
En chimie, un précurseur est un composé participant à une réaction qui produit un ou plusieurs autres composés.
Ce terme est, en biochimie, plus spécifiquement appliqué à un composé chimique précédant un autre dans une voie métabolique ou aux cas particuliers des protéines.
Dans le domaine de la pollution de l'air, les « précurseurs de l'ozone » ont pris une importance particulière, notamment en raison du trou de la couche d'ozone (dans la stratosphère), qui est source d'une augmentation de l'intensité des ultraviolets solaires dans les basses couches de l'atmosphère où les précurseurs de l'ozone donnent alors plus facilement naissance à de l'ozone indésirable dans les basses couches de la troposphère.
Ils pourraient également jouer un rôle néfaste pour certains écosystèmes en contribuant, par exemple, indirectement aux phénomènes dits de « pluie de mercure ».